# Michael Kostešić
Michael Kostešić, född 1986, är en svensk-kroatisk simmare från Norrköping som vid SM 2008 vann ett guld (50 meter ryggsim), ett silver (100 meter medley), ett silver (100 meter ryggsim),  samt ett SM-brons (lagkapp 4x50 meter frisim). Han blev uttagen av det Kroatiska simförbundet att simma för det kroatiska landslaget i kortbane-EM i simning i Rijeka, Kroatien,11-14 december 2008. I januari 2009 tilldelades han NT-guldet för år 2008